# Deformationszon

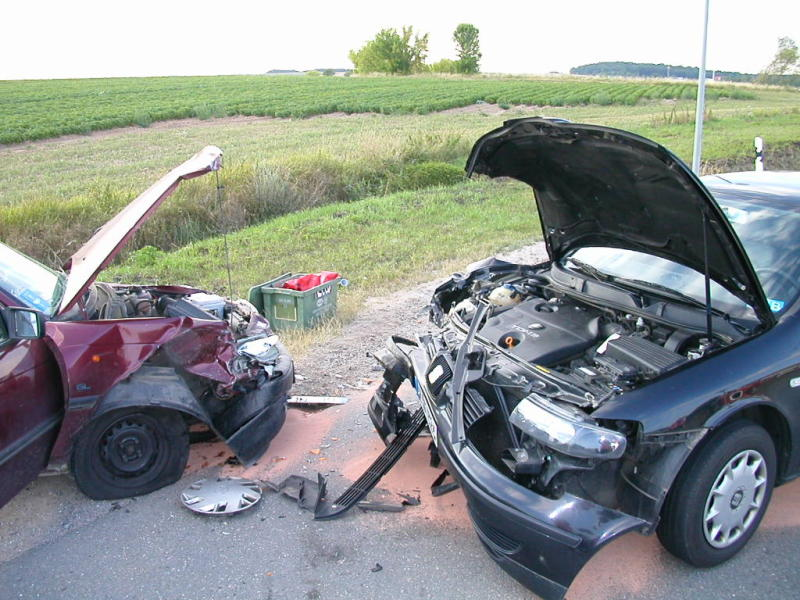
Två fordon som har kolliderat. Deformationszonerna i fronten på fordonen har absorberat en stor del av energin vid kollisionen och har därför blivit kraftigt deformerade.

Deformationszoner är de delarna av en bils kaross som är utvecklade att ge efter vid en kollision, så att händelseförloppet blir längre utdraget i tid.
Deformationszoner går tillbaka på ett patent från 1951 av Béla Barényi. Mercedes-Benz W111 (fenmerca) var 1959 den första bilen med en deformationszon. Innan dess var bilar konstruerade med en styv ram, som ofta inte var särskilt deformerad efter en olycka. Förare och passagerare brukade det dock gå sämre för, på grund av de mycket stora negativa  accelerationerna vid en kollision. Idén bakom en deformationszon är att en kollision ska ta längre tid. Accelerationen (hastighetsändringstakten) blir då lägre, och de åkande blir inte utsatta för g-krafter som människan inte tål.
För att deformationszoner ska kunna fungera måste passagerarna ha samma minskade negativa acceleration som bilen. Därför är säkerhetsbälten nödvändiga, så att de åkande hålls kvar i sina stolar. Annars åker de på grund av tröghetslagen med oförändrad hastighet framåt tills de slår i till exempel vindrutan.